# باول ماثيوز
باول ماثيوز (بالإنجليزية: Paul Matthews)‏ هو موسيقي بريطاني، ولد في 24 أكتوبر 1978 في هاي ويكومب في المملكة المتحدة.

## وصلات خارجية
- باول ماثيوز على موقع ميوزك برينز (الإنجليزية)
- باول ماثيوز على موقع ميوزك برينز (الإنجليزية)
- باول ماثيوز على موقع ديسكوغز (الإنجليزية)